# Marpod
Marpod (deutsch Marpod, siebenbürgisch-sächsisch Mooerpet oder Muirpert, ungarisch Márpod) ist eine Gemeinde im Kreis Sibiu in der Region Siebenbürgen in Rumänien.
Der Ort ist auch unter den deutschen Bezeichnungen Marpodt, Marpolden, Maierpod, Mayerpolden und Mariapad bekannt.

## Geographische Lage

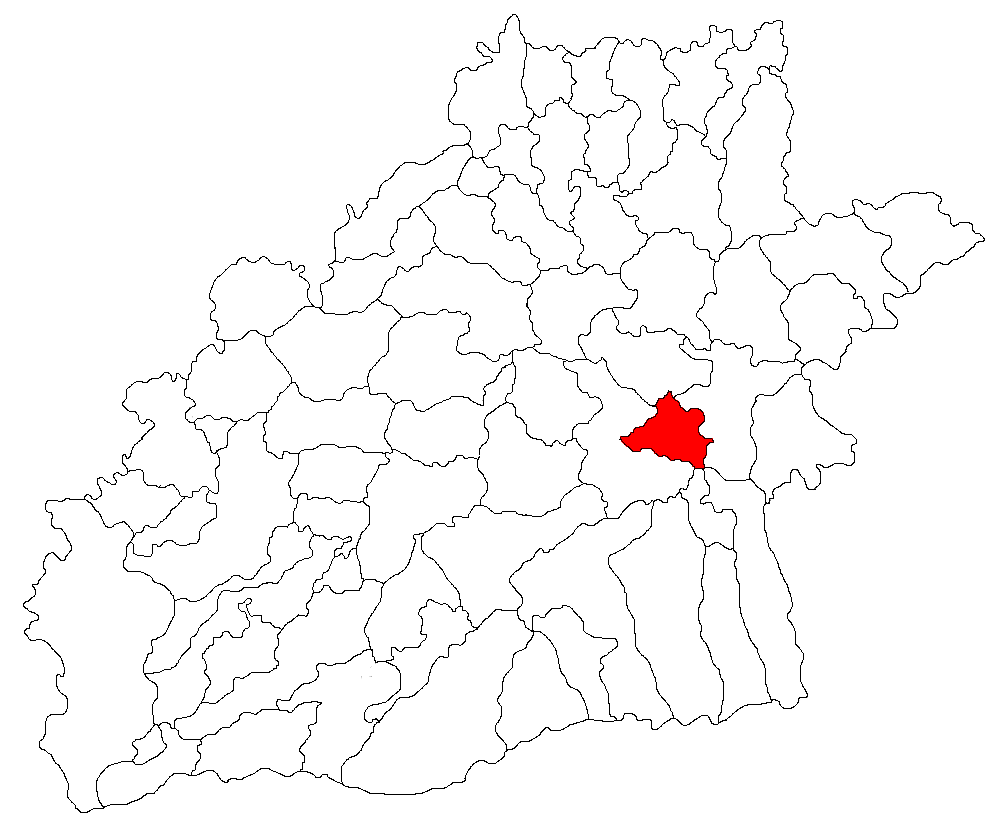
Lage der Gemeinde Marpod im Kreis Sibiu

Die Gemeinde Marpod liegt im Harbachtal am Unterlauf des gleichnamigen Baches – ein linker Nebenfluss des Cibin (Zibin) – im Südwesten des Siebenbürgischen Beckens. Im historischen Altland, im Osten des Kreises Sibiu liegt der Ort Marpod an der Kreisstraße (drum județean) DJ 105A etwa 23 Kilometer südwestlich von der Kleinstadt Agnita (Agnetheln); die Kreishauptstadt Sibiu (Hermannstadt) befindet sich etwa 32 Kilometer südwestlich entfernt.

## Geschichte
Der Ort Marpod wurde erstmals 1349 urkundlich erwähnt. 1488 wird die erste Schule in der Kirchenburg urkundlich erwähnt, 1823 die zweite Schule, welche seit 1908 das heutige Rathaus genutzt wird. Eine dritte Schule wurde von 1905 bis 1908 und eine staatliche von 1930 bis 1932 errichtet.
Zu Zeiten der Österreichisch-Ungarischen Monarchie gehörte der Ort zum Stuhlbezirk Újegyház des Hermannstädter Komitats.
Im Dorf Ilimbav (Illenbach oder Eulenbach) wird seit 1961 eine Erdgasförderanlage betrieben, hier befinden sich auch unterirdische Erdgasspeicher.

## Bevölkerung
Die Bevölkerung der Gemeinde entwickelte sich wie folgt:
| Volkszählung | Volkszählung | Ethnische Zusammensetzung | Ethnische Zusammensetzung | Ethnische Zusammensetzung | Ethnische Zusammensetzung |
| Jahr         | Bevölkerung  | Rumänen                   | Ungarn                    | Deutsche                  | Andere                    |
| ------------ | ------------ | ------------------------- | ------------------------- | ------------------------- | ------------------------- |
| 1850         | 1.949        | 993                       | 4                         | 903                       | 49                        |
| 1920         | 1.894        | 745                       | 6                         | 1.140                     | 3                         |
| 1941         | 2.085        | 795                       | 1                         | 1.288                     | 1                         |
| 1956         | 2.028        | 1.074                     | 1                         | 953                       | -                         |
| 1977         | 1.541        | 619                       | 4                         | 852                       | 66                        |
| 1992         | 785          | 639                       | 8                         | 59                        | 79                        |
| 2002         | 853          | 763                       | 8                         | 22                        | 60                        |
| 2011         | 1.017        | 893                       | 3                         | 40                        | 81 (47 Roma)              |
| 2021         | 982          | 869                       | 2                         | 14                        | 97                        |

Seit 1850 wurde auf dem Gebiet der heutigen Gemeinde die höchste Einwohnerzahl und gleichzeitig die der Rumäniendeutsche 1941 ermittelt. Die höchste Anzahl der Rumänen wurde 1956, die der Roma (85) 1930, und die der Magyaren (13) wurde 1930 gezählt. Des Weiteren wurde 1900 ein Slowake und 1966 ein Serbe registriert. Von 1850 bis 1941 wurden bei jeder Volkszählung im Ort Marpod selbst, fast fünfmal so viele Rumäniendeutsch als Rumänen registriert. Vor der Revolution von 1989 lebten in der Gemeinde 634 Rumäniendeutsche, im September 1990 wurden nur noch 137 registriert.

## Sehenswürdigkeiten
- Die evangelische Kirchenburg mit einer romanischen Basilika und Glockenturm in westliche Richtung, umgeben von einer quadratischen Wehrmauer mit zwei Ecktürmen, steht unter Denkmalschutz.[9] Die Kirche wurde Anfang des 15ten Jahrhunderts auf das Fundament einer älteren Kirche aufgebaut und umringt von drei Wehrmauern mit vier Wehrtürmen. Nach unterschiedlichen Angaben wurde die Kirche im 16. Jahrhundert[5] oder 1670 umgebaut. Die Kirchenorgel wurde 1763 von dem Orgelbauer Johannes Hahn gebaut und mehrfach restauriert, zuletzt 1985.[6] Zwischen 1795 und 1798 der Glockenturm errichtet und 1799 die Turmuhr angebracht. Die jetzige Turmuhr wurde 1973 montiert, die vorherige befindet sich im Brukenthal-Museum in Hermannstadt.[8]
- Ein 0,86 Hektar großer Freizeitpark[8]
- Die Holzkirche Buna Vestire, 1852 im eingemeindeten Dorf Ilimbav aufgestellt (ursprünglich aus dem Dorf Nou Român der Gemeinde Arpașu de Jos), steht unter Denkmalschutz.[9]
- Das Haus von Iacob Bologa (bei Nr. 171) im 19. Jahrhundert errichtet, steht unter Denkmalschutz.[9]
- Eine Bisonzucht auf 69 Hektar mit etwa 20 Tieren[8]

## Städtepartnerschaft
Die Gemeinde Marpod pflegt seit 1994 eine Städtepartnerschaft mit der Gemeinde Québriac in der französischen Region Bretagne.

## Persönlichkeiten
- Iacob Bologa (1817–1888), rumänischer Politiker[10]
- Tiberiu Alexandru (1914–1997), rumänischer Ethnomusikolog, in Ilimbav geboren[8]